# Vol Belavia 1834
Le matin du 14 février 2008, un Bombardier CRJ assurant le vol Belavia 1834, un vol international régulier exploité par Belavia, reliant Erevan, la capitale de l'Arménie, à Minsk, en Biélorussie, avec 18 passagers et 3 membres d'équipage à bord, s'est écrasé et a pris feu peu après le décollage de l'aéroport international Zvartnots. 
L'avion a heurté la piste sur son aile gauche pendant le décollage, avant de s'écraser au sol, de se renverser et de s'immobiliser sur le dos près de la piste. Les pompiers et les équipes de secours de l'aéroport seraient arrivés sur place dans les 50 secondes qui ont suivi l'accident. 
Tous les passagers, ainsi que l'équipage ont réussi à s'échapper de l'appareil avant qu'il ne s'enflamme, en partie grâce à la réponse rapide des équipes de lutte anti-incendie et de sauvetage. Il n'y a pas eu de décès, mais 7 personnes grièvement blessées ont été transportées à l'hôpital pour y être soignées.

## Avion et équipage

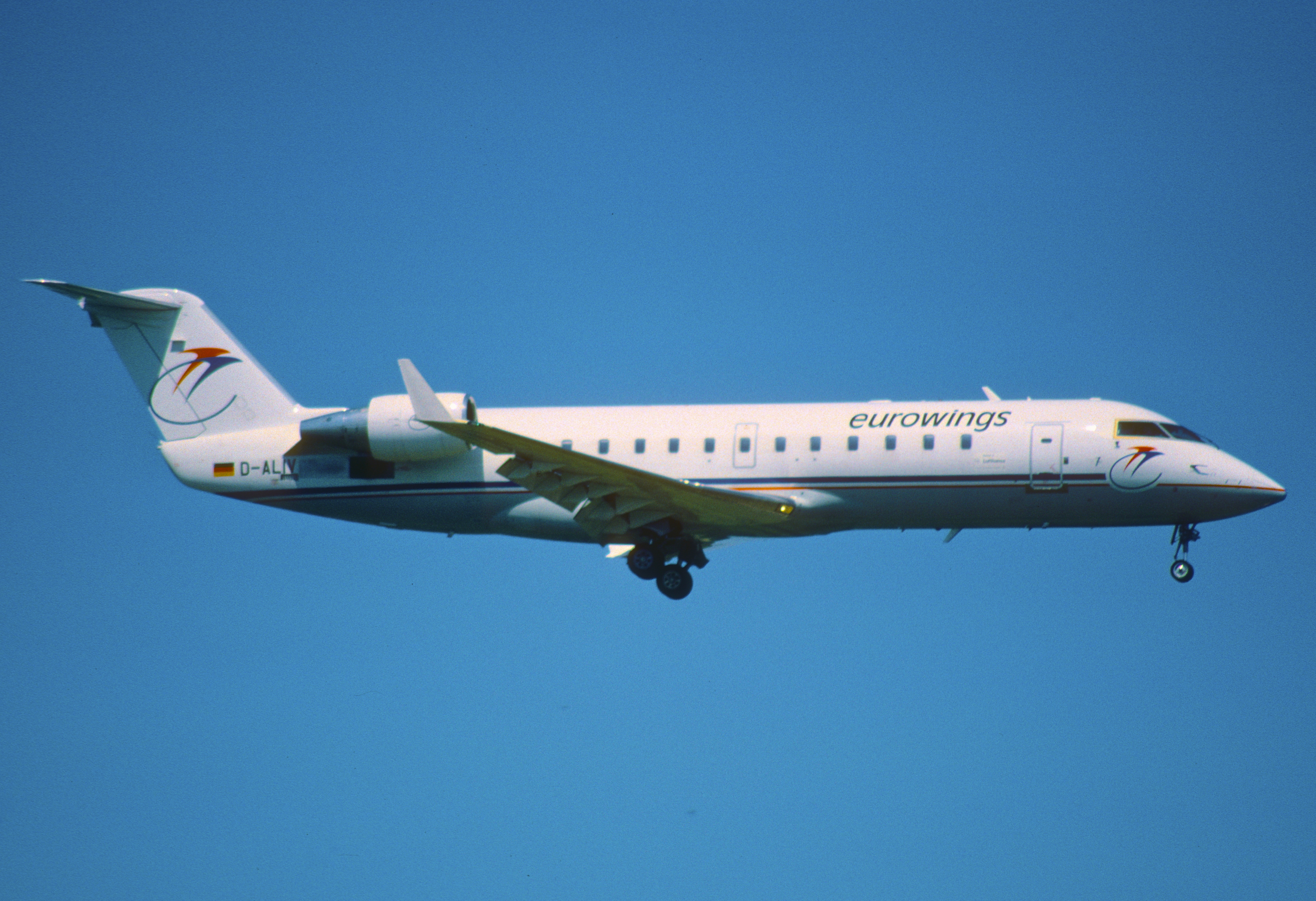
Le CRJ-100 impliqué dans l'accident, alors qu'il opérait pour Eurowings, ici à l'aéroport international de Zurich en juin 2002.

L'appareil impliqué est un Bombardier CRJ-100ER immatriculé EW-101PJ (numéro de série 7316) et construit en 1999. Il était propulsé par deux moteurs General Electric CF34-3A1. Il totalise 15 563 heures de vol et 14 352 cycles (décollage/atterrissage) au moment de l'accident.
C'était un appareil relativement nouveau au sein de Belavia, puisque cet avion de ligne court-courrier, d'une capacité de 50 passagers, a été loué par la compagnie aérienne et livré en février 2007.
Le commandant de bord est Viktor Shishlo (50 ans), qui totalise 9 215 heures de vol, dont 461 heures sur CRJ-100. Le copilote est Alexander Mukhin (44 ans), qui compte 9 454 heures de vol à son actif, dont 405 heures sur CRJ-100.

## Enquête
Le Comité inter-étatique sur l'aviation (MAK) russe, ainsi que plusieurs équipes d'enquêteurs du Département général de l'aviation civile arménien (en), de Biélorussie et de Bombardier ont participé à l'enquête pour déterminer la cause probable de cet accident.
Le rapport final du MAK a conclu que la cause principale de l'accident est la perte asymétrique des propriétés aérodynamiques des ailes pendant le décollage, qui a entraîné le décrochage de l'avion immédiatement après le décollage, puis la destruction de l'appareil et l'incendie qui en a résulté. 

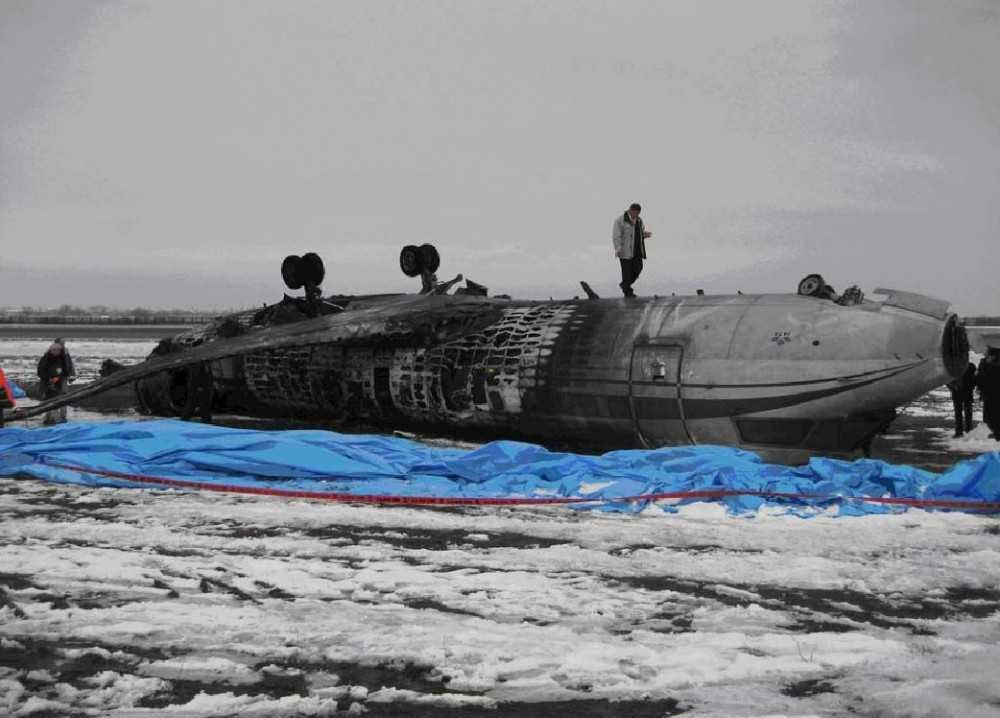
L'épave du Bombardier CRJ, photographié peu après l'accident.

La raison de la perte des propriétés aérodynamiques de l'aile dans les conditions météorologiques actuelles est le givre contaminant les surfaces des ailes. La cause de la contamination par le gel est, très probablement, la différence de température entre l'air extérieur et le carburant dans les réservoirs.
Le décollage en dessous de la vitesse recommandée par le manuel d'exploitation avec les ailes contaminées a également aggravé la situation.
Les procédures standard actuelles d'examen des surfaces aérodynamiques avant le départ, ainsi que l'inefficacité, lors du décollage, du système de protection contre le décrochage dû à une sensibilité accrue de l'aile contre le givre, même à une légère contamination du bord d'attaque, ne peuvent pas garantir pleinement la prévention d'accidents similaires à l'avenir.
Le dégivrage des ailes dans des conditions météorologiques extrêmes, tel qu'exigé par une consigne de navigabilité émise par Transports Canada et publiée après un autre accident similaire, aurait très probablement pu empêcher l'accident.